# Jangam (Metro de Seúl)
Jangam es una estación de la Línea 7 del Metro de Seúl, siendo su terminal norte. A su vez es la única estación de esta línea situada fuera de los límites de Seúl. 
Esta estación está situada dentro de unas cocheras de trenes, y es la que menor número de usuarios tiene de toda la Línea 7, ya que la mayoría de sus usuarios son excursionistas de fin de semana del cercano Monte Surak.
- Datos: Q68611
- Multimedia: Jangam Station / Q68611